# Le Massacre de Jérusalem
Le Massacre de Jérusalem est un passage de l'Ancien Testament, dans le livre d'Ézechiel, qui parle du jugement divin entre bons et mauvais.

## Texte
Livre d'Ézechiel, chapitre 9 versets 1 à 6 et 11, chapitre 10 versets 1, 2 et 7 :

« Puis il cria d'une voix forte à mes oreilles : « Approchez, vous qui devez châtier la ville, chacun son instrument de destruction à la main ! » Et voici, six hommes arrivèrent par le chemin de la porte supérieure du côté du septentrion, chacun son instrument de destruction à la main. Il y avait au milieu d'eux un homme vêtu de lin, et portant une écritoire à la ceinture. Ils vinrent se placer près de l'autel d'airain. La gloire du Dieu d'Israël s'éleva du chérubin sur lequel elle était, et se dirigea vers le seuil de la maison ; et il appela l'homme vêtu de lin, et portant une écritoire à la ceinture. L'Éternel lui dit : « Passe au milieu de la ville, au milieu de Jérusalem, et fais une marque sur le front des hommes qui soupirent et qui gémissent à cause de toutes les abominations qui s'y commettent. » Et, à mes oreilles, il dit aux autres : « Passez après lui dans la ville, et frappez ; que votre œil soit sans pitié, et n'ayez point de miséricorde ! Tuez, détruisez les vieillards, les jeunes hommes, les vierges, les enfants et les femmes ; mais n'approchez pas de quiconque aura sur lui la marque ; et commencez par mon sanctuaire ! » Ils commencèrent par les anciens qui étaient devant la maison… Et voici, l'homme vêtu de lin, et portant une écritoire à la ceinture, rendit cette réponse : « J'ai fait ce que tu m'as ordonné… » Je regardai, et voici, sur le ciel qui était au-dessus de la tête des chérubins, il y avait comme une pierre de saphir ; on voyait au-dessus d'eux quelque chose de semblable à une forme de trône. Et l'Éternel dit à l'homme vêtu de lin : « Va entre les roues sous les chérubins, remplis tes mains de charbons ardents que tu prendras entre les chérubins, et répands-les sur la ville ! » Et il y alla devant mes yeux… Alors un chérubin étendit la main entre les chérubins vers le feu qui était entre les chérubins ; il en prit, et le mit dans les mains de l'homme vêtu de lin. Et cet homme le prit, et sortit. »

Traduction d'après la Bible Louis Segond.